# Diocesi di Virac
La diocesi di Virac (in latino Dioecesis Viracensis) è una sede della Chiesa cattolica nelle Filippine suffraganea dell'arcidiocesi di Cáceres. Nel 2022 contava 263.483 battezzati su 277.350 abitanti. È retta dal vescovo Luisito Audal Occiano.

## Territorio
La diocesi comprende la provincia filippina di Catanduanes.
Sede vescovile è la città di Virac, dove si trova la cattedrale dell'Immacolata Concezione.
Il territorio si estende su 1.512 km² ed è suddiviso in 31 parrocchie.

## Storia
La diocesi è stata eretta il 27 maggio 1974 con la bolla Divino Christi di papa Paolo VI, ricavandone il territorio dalla diocesi di Legazpi.

## Cronotassi dei vescovi
Si omettono i periodi di sede vacante non superiori ai 2 anni o non storicamente accertati.
- Jose Crisologo Sorra † (27 maggio 1974 - 1º marzo 1993 nominato vescovo di Legazpi)
- Manolo Alarcon de los Santos (12 agosto 1994 - 29 febbraio 2024 ritirato)
- Luisito Audal Occiano, dal 29 febbraio 2024

## Statistiche
La diocesi nel 2022 su una popolazione di 277.350 persone contava 263.483 battezzati, corrispondenti al 95,0% del totale.
| anno | popolazione | popolazione | popolazione | presbiteri | presbiteri | presbiteri | presbiteri                | diaconi | religiosi | religiosi | parrocchie |
| anno | battezzati  | totale      | %           | numero     | secolari   | regolari   | battezzati per presbitero | diaconi | uomini    | donne     | parrocchie |
| ---- | ----------- | ----------- | ----------- | ---------- | ---------- | ---------- | ------------------------- | ------- | --------- | --------- | ---------- |
| 1980 | 185.000     | 191.000     | 96,9        | 22         | 22         |            | 8.409                     |         |           | 1         | 17         |
| 1990 | 185.000     | 189.000     | 97,9        | 26         | 26         |            | 7.115                     |         | 14        | 6         | 17         |
| 1999 | 229.953     | 235.464     | 97,7        | 44         | 42         | 2          | 5.226                     |         | 21        | 28        | 17         |
| 2000 | 229.904     | 235.464     | 97,6        | 39         | 37         | 2          | 5.894                     |         | 21        | 28        | 17         |
| 2001 | 202.350     | 213.000     | 95,0        | 40         | 38         | 2          | 5.058                     |         | 22        | 27        | 17         |
| 2002 | 208.895     | 215.356     | 97,0        | 38         | 37         | 1          | 5.497                     |         | 21        | 33        | 19         |
| 2003 | 212.800     | 219.381     | 97,0        | 39         | 38         | 1          | 5.456                     |         | 2         | 38        | 19         |
| 2004 | 216.628     | 223.225     | 97,0        | 41         | 40         | 1          | 5.283                     |         | 6         | 38        | 19         |
| 2010 | 243.000     | 251.000     | 96,8        | 52         | 48         | 4          | 4.673                     |         | 13        | 54        | 19         |
| 2014 | 241.010     | 253.695     | 95,0        | 54         | 51         | 3          | 4.463                     |         | 3         | 34        | 20         |
| 2017 | 252.590     | 265.885     | 95,0        | 58         | 52         | 6          | 4.355                     |         | 6         | 37        | 26         |
| 2020 | 260.694     | 274.415     | 95,0        | 63         | 56         | 7          | 4.138                     |         | 8         | 45        | 27         |
| 2022 | 263.483     | 277.350     | 95,0        | 72         | 63         | 9          | 3.659                     |         | 11        | 48        | 31         |